# Penimbun
Penimbun is een bestuurslaag in het regentschap Kebumen van de provincie Midden-Java, Indonesië. Penimbun telt 1863 inwoners (volkstelling 2010).